# جنگل ملی ماونت هود
جنگل ملی ماونت هود (به انگلیسی: Mount Hood National Forest) یک جنگل ملی در آمریکا است.
مساحت این جنگل ۴۳۱۸ کیلومتر مربع است و در ایالت اورگن گسترده است.
کوه هود در این پارک جنگلی واقع است.

## نگارخانه

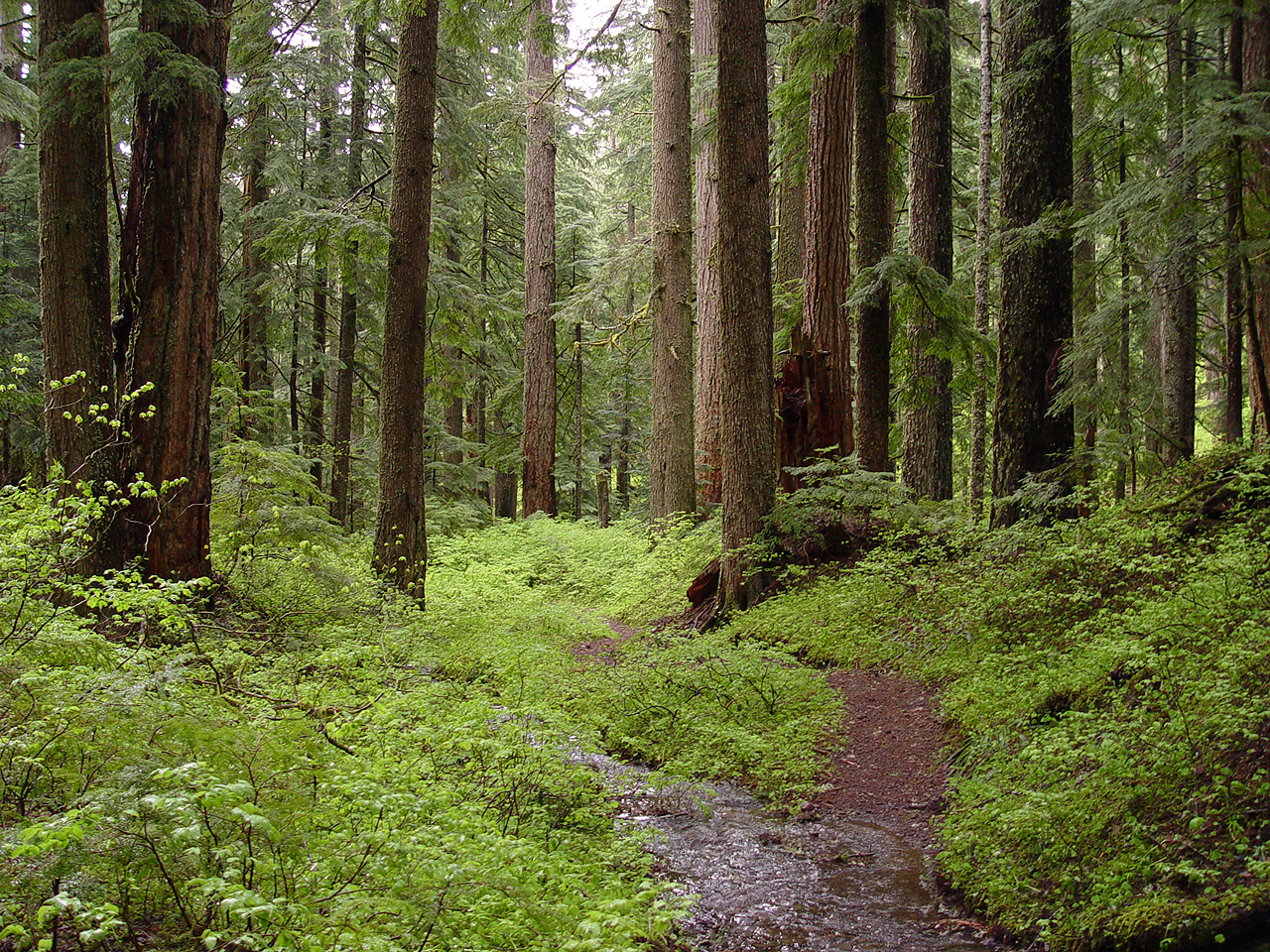